# Ersheimer Kapelle

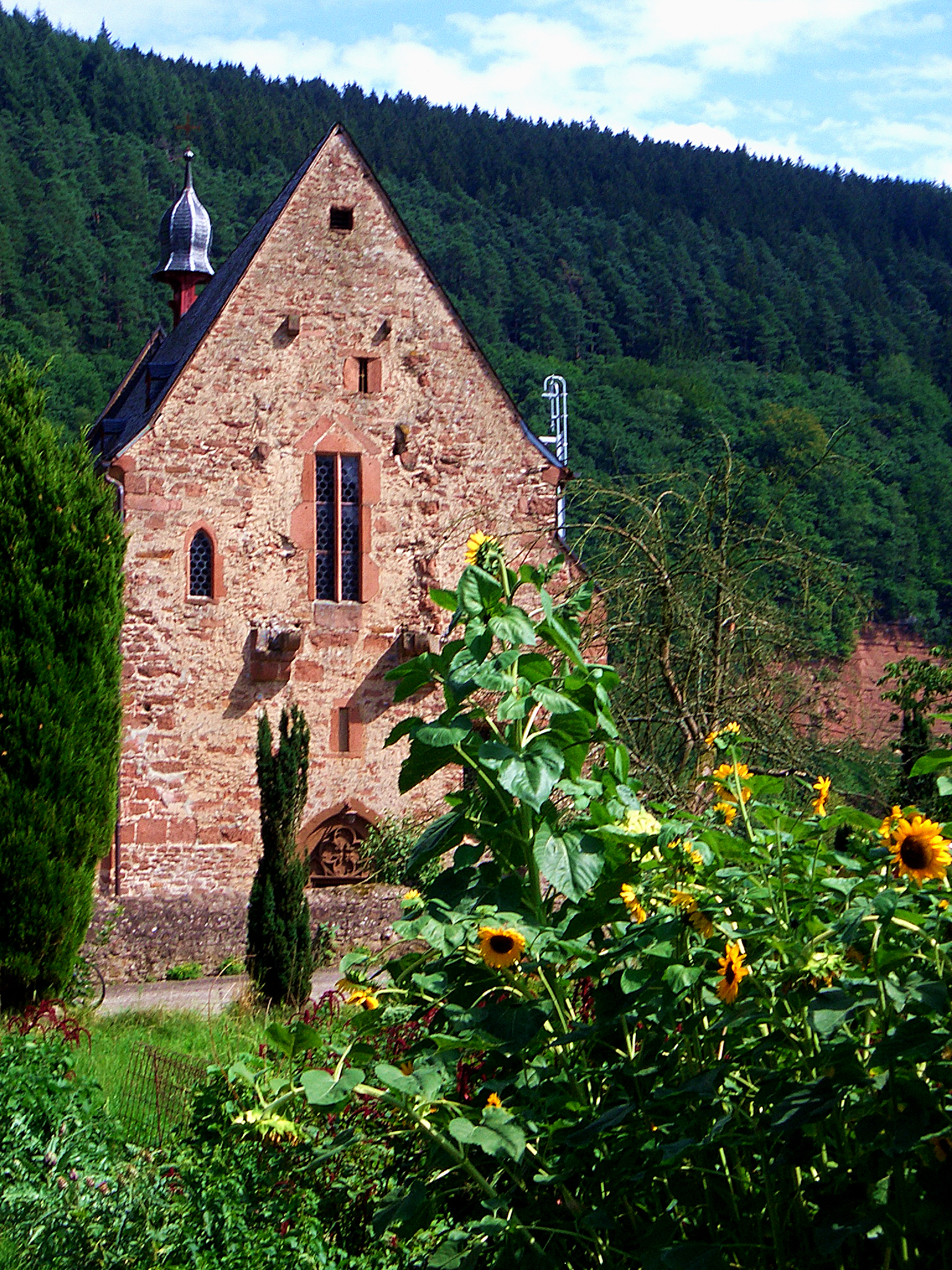
Ersheimer Kapelle, Ansicht des Westgiebels

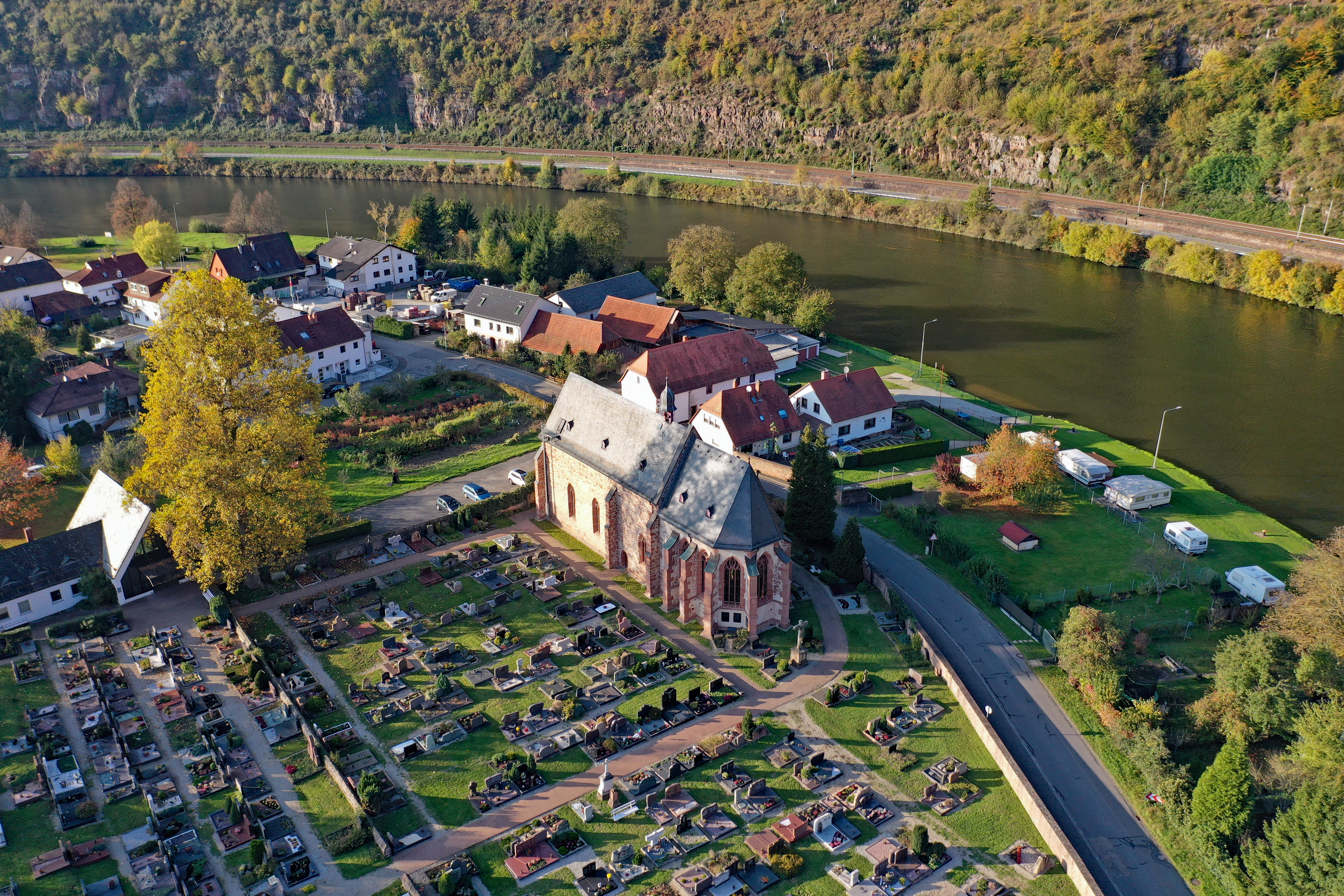
Luftbild

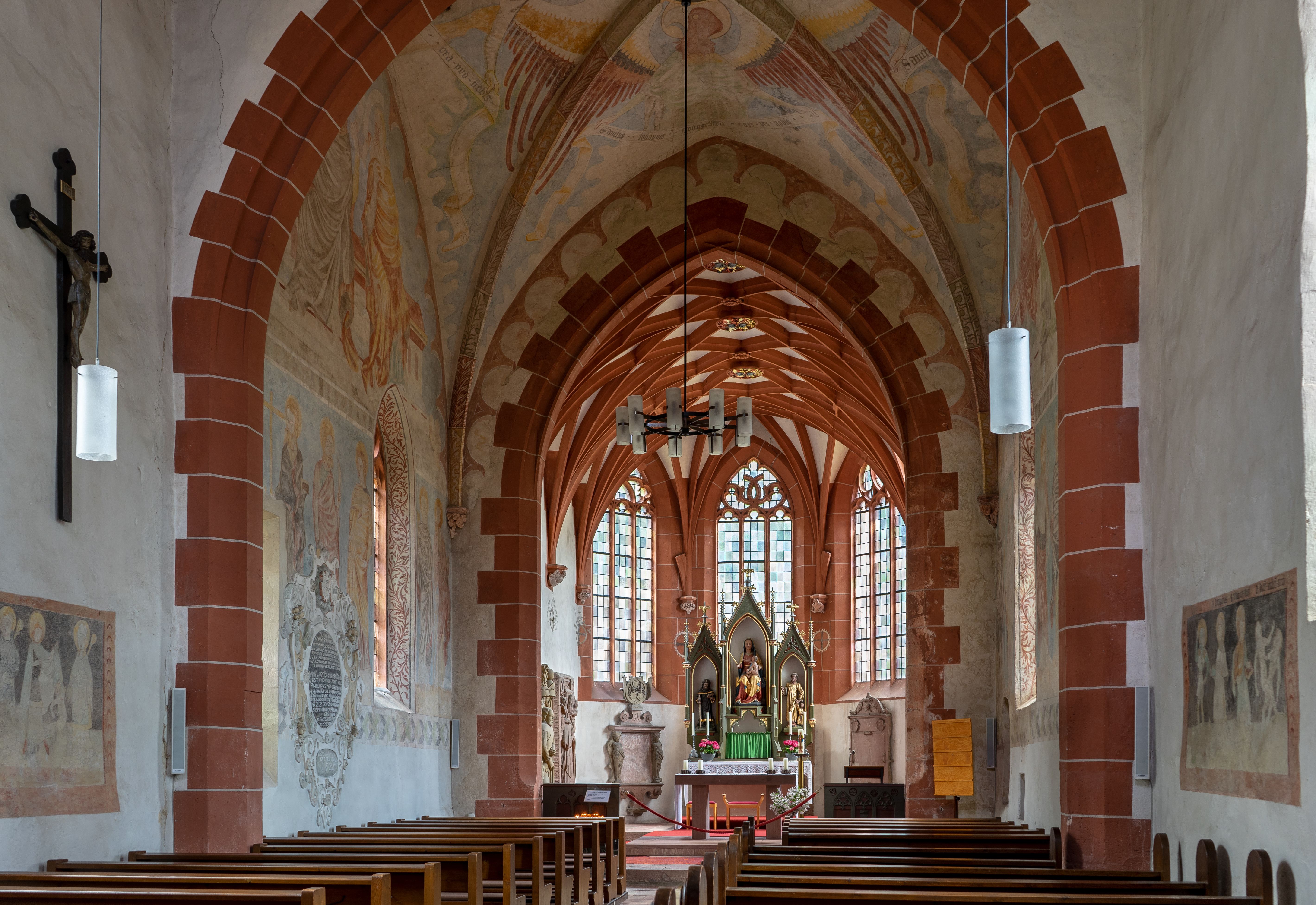
Innenansicht mit Blick zum Chor

Die als Ersheimer Kapelle bekannte katholische Friedhofskirche St. Nazarius und Celsus in Ersheim gilt als älteste Kirche des Neckartals und als Kleinod der regionalen Gotik. Eine erste Kirche an ihrer Stelle bestand vermutlich bereits im 8. oder 9. Jahrhundert, die ältesten heutigen Bauteile stammen aus dem 14. Jahrhundert, als die Kirche Grablege der Herren von Hirschhorn war. Die Kirche ist älter als die am anderen Neckarufer liegende Stadt Hirschhorn und war bis zum 17. Jahrhundert die (nur mit einer Fähre zu erreichende) Pfarrkirche der Stadt, an der neben einem Pfarrer zeitweilig bis zu fünf Altaristen wirkten. Seit 1636 wird die Kirche lediglich noch als Friedhofskapelle genutzt.

## Lage
Die Ersheimer Kapelle befindet sich im heutigen Hirschhorner Stadtteil Ersheim auf einer halbinselartigen Landzunge gegenüber dem Hauptort, welche durch eine extreme Schleife des Neckars gebildet wird. Der Hirschhorner Stadtteil bildet hierbei das einzige Gebiet des Landes Hessen südlich des Neckars.

## Geschichte

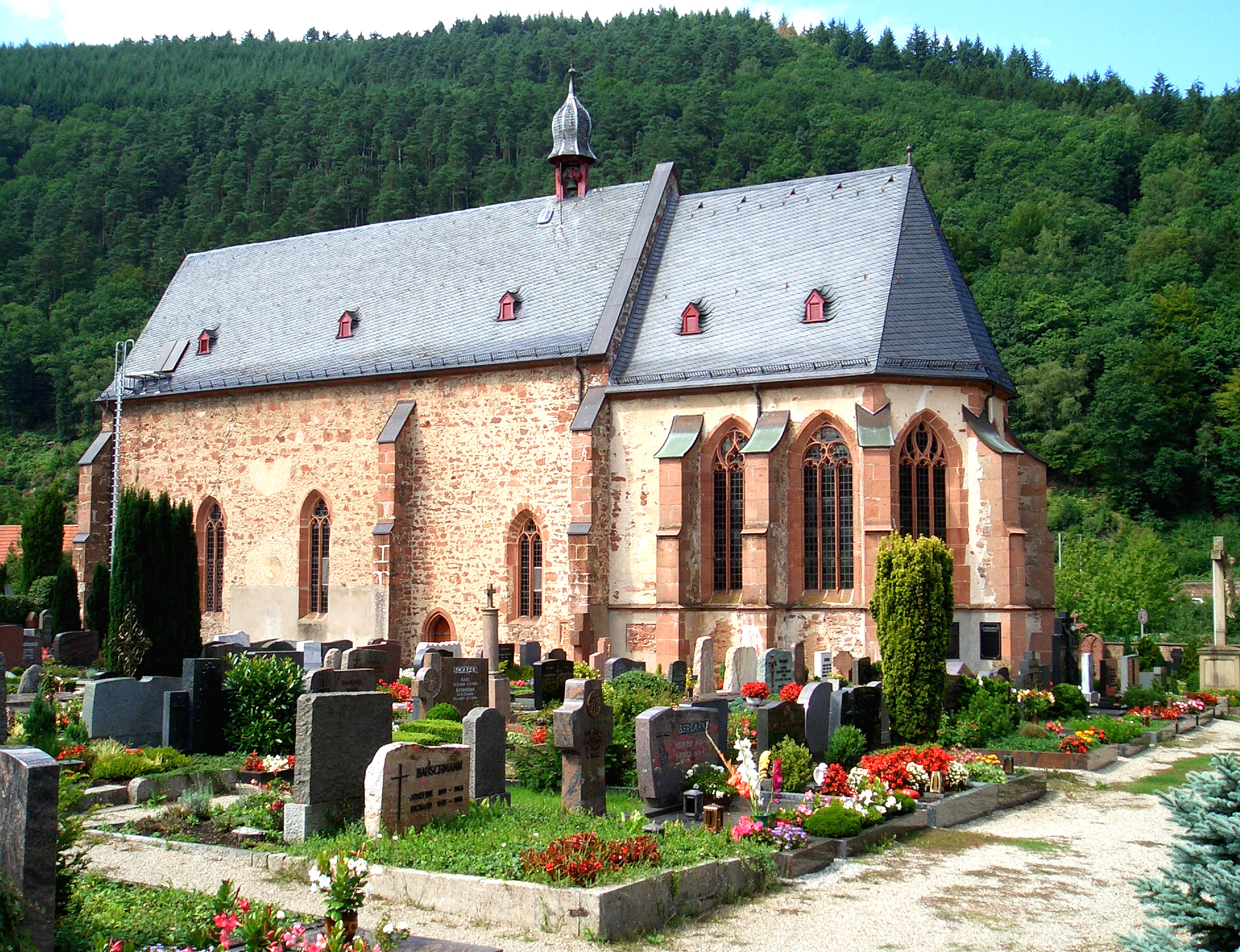
Rückwärtige Ansicht von der Friedhofsseite aus

Das Dorf Ersheim wurde erstmals 773 im Lorscher Codex urkundlich erwähnt und ist somit deutlich älter als Hirschhorn selbst. Laut dieser Urkunde schenkten Liutfrid und Liutbrand ihre gesamten Besitztümer im Dorf Ersheim dem Kloster Lorsch.
Urkunden oder archäologische Befunde zur frühen Geschichte der Kirche gibt es nicht. Das Nazarius-Patrozinium deutet auf eine Gründung im 8. oder 9. Jahrhundert. Nach einer ersten Holzkirche entstand vermutlich eine romanische Chorturmkirche. Erstmals urkundlich erwähnt wurde die Kirche 1345 in einem 40-tägigen Ablass, den Papst Clemens IV. dem Ritter Engelhard I. von Hirschhorn für die Ersheimer Kirche gewährte. Die Kirche war damals bereits seit einigen Generationen Grablege der Herren von Hirschhorn. Engelhard I. erhielt 1355 vom Bischof von Worms die Genehmigung, die Kirche bei Bedarf abzureißen und zu erneuern. Er begann auch ein entsprechendes Bauvorhaben, das jedoch erst nach seinem Tod im Jahre 1361 von seinem Sohn Hans vollendet wurde. Aus jener Zeit stammt mit dem Vorchor auch der älteste noch erhaltene Gebäudeteil. Nach der Stadtgründung von Hirschhorn 1391 diente die Ersheimer Kirche auch als Pfarrkirche für die neu gegründete Stadt am anderen Neckarufer.
Zahlreiche Stiftungen der Herren von Hirschhorn und anderer regionaler Adeliger dürften für einen gewissen Wohlstand der Pfarrkirche gesorgt haben, der im 15. Jahrhundert noch die Pfarreien von Mückenloch, Reilsheim, Schatthausen, Hoffenheim und Eschelbach inkorporiert wurden. An der Kirche wirkten bis zu fünf Altaristen zum Lesen von jährlich rund 100 Seelenmessen. Um die Kirche befanden sich daher neben Pfarrhaus, Mesnerhaus, Klause und Beinhaus auch noch fünf Altaristenhäuser.
Das Langhaus in seiner jetzigen Form entstammt einem Umbau des Jahres 1464. Im Jahr 1517 wurde die Kirche durch die Brüder Engelhard III., Georg und Philipp II. von Hirschhorn um einen größeren Chorbau erweitert. Im Zusammenhang mit dem Chorneubau könnte auch der Westgiebel der Kirche erneuert worden sein, da dort viele Steine Anzeichen einer Zweitverwendung aufweisen. Die Kirche, nach wie vor Stadtkirche für Hirschhorn, wurde durch die Ritter von Hirschhorn ab 1528 reformiert.
Im Laufe des 16. Jahrhunderts löste sich das Dorf Ersheim allmählich auf. Bedeutende Ursachen hierfür waren wohl die ständige Gefahr durch Neckarhochwasser, aber auch der wesentlich bessere Ausbau der Stadt Hirschhorn, deren Mauern den Menschen in Notzeiten mehr Schutz boten, als er im weitgehend ungeschützten Ersheim zu erwarten gewesen wäre. Pfarrhaus und Altaristenhäuser waren bereits mehrere Jahrzehnte aufgegeben, als 1636 die Hirschhorner Karmeliter-Klosterkirche Mariä Verkündigung die Aufgabe als Stadtkirche übernahm, die Ersheimer Kirche fortan nur noch als Friedhofskapelle diente und allmählich verfiel. 1771 wurden der Glockenturm am Westgiebel abgerissen und das Langhaus neu gedeckt. 1818 wurde die Kirche schließlich zum Abbruch ausgeschrieben, der nur durch Proteste der Hirschhorner Bürgerschaft verhindert werden konnte. Nicht verhindern ließ sich hingegen der Abbruch des Beinhauses um 1826.
Eine erste neuzeitliche Renovierung fand 1873 statt, wobei die Kirche eine bescheidene neugotische Ausstattung erhielt. Erst nach dem Übergang der Kirche an die Diözese Mainz 1956 wurde sie in den Jahren 1958 und 1963–1968 umfassend saniert. Eine Erneuerung des Dachstuhls über dem Chor erfolgte 2004/05.
Seit 1678 fanden regelmäßig Prozessionen von der Hirschhorner Marktkirche zur Ersheimer Kapelle statt. Sie wurden erst 1938 von den Nationalsozialisten verboten und nach dem Zweiten Weltkrieg nochmals für kurze Zeit wieder aufgenommen. Der Ort Ersheim erfuhr erst durch die Straßenanbindung nach Fertigstellung der Neckarbrücke 1933 und der neuerlichen Bebauung nach dem Zweiten Weltkrieg als Stadtteil von Hirschhorn eine Wiederbelebung.

## Gestalt und Ausstattung

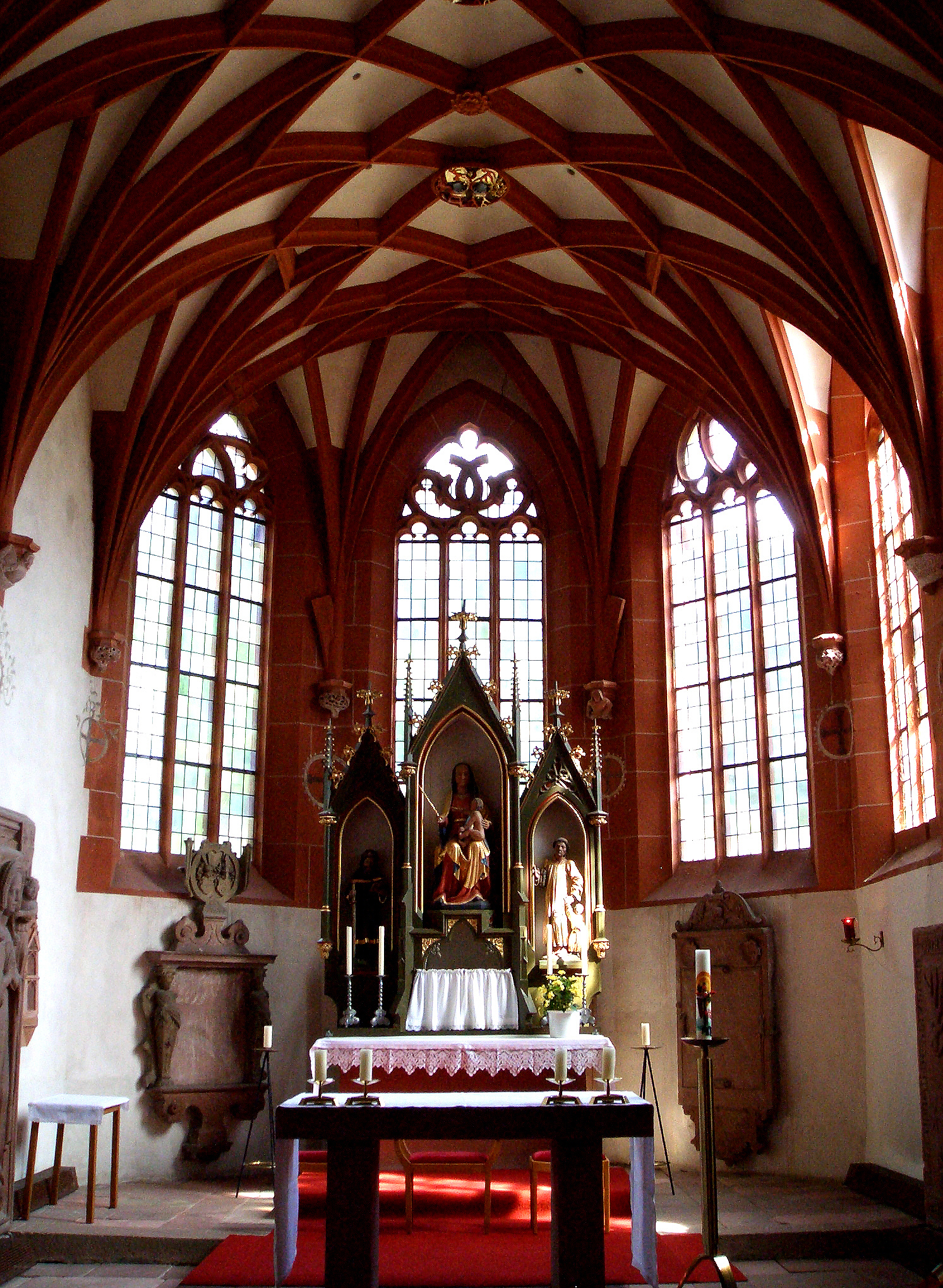
Spätgotischer Chor

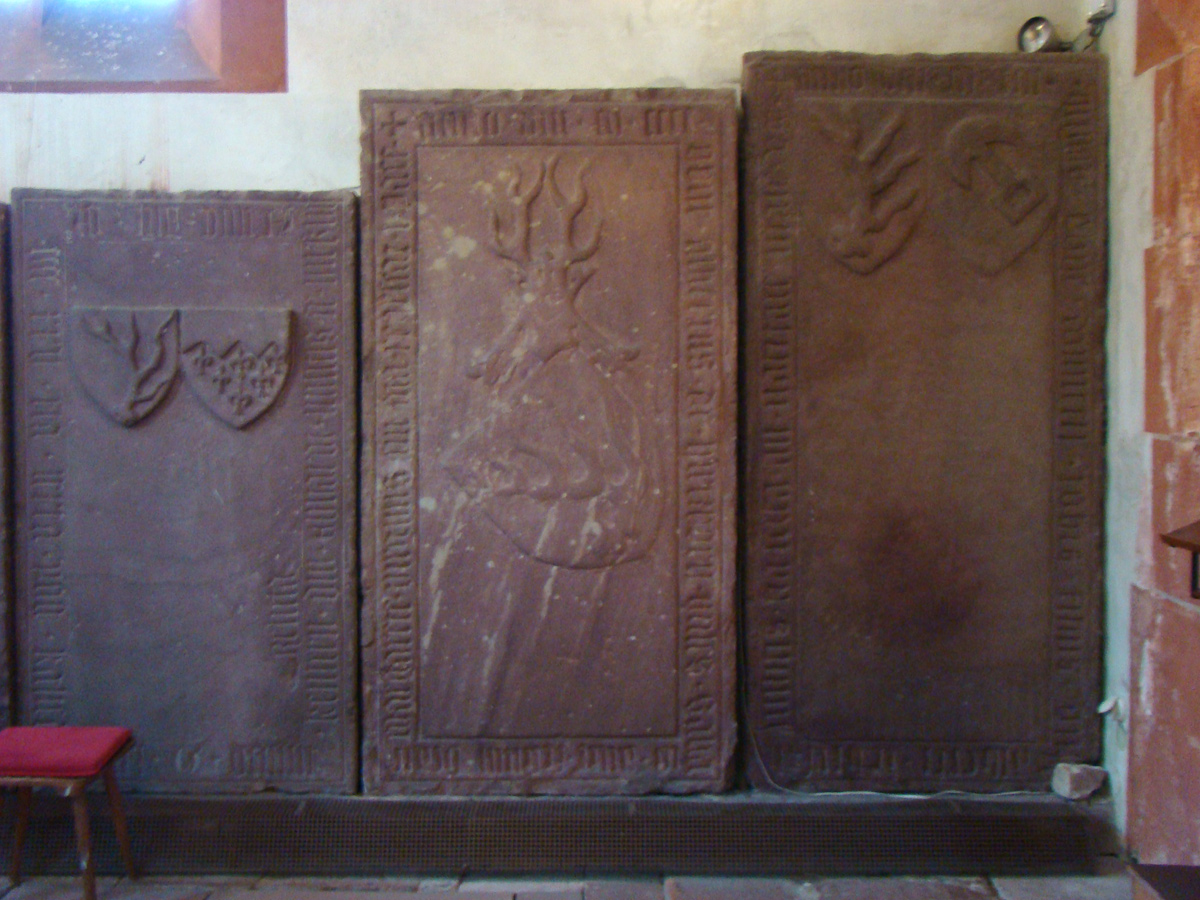
Grabplatten im Chor

An ein rechteckiges, gotisches Langhaus (mit flacher Balkendecke) und einen quadratischen, ebenfalls gotischen Vorchor (mit Kreuzrippengewölbe) schließt sich ein nach Osten ausgerichteter, spätgotischer Chor mit Maßwerkfenstern an, welcher von einem Sterngewölbe gekrönt wird. An den Chorbau grenzt auf der Nordseite der Kirche eine angebaute Sakristei.

### Chor
Der polygonale Chor besteht aus drei Jochen und einer Apsis. Die insgesamt zehn Konsolen des Sterngewölbes sind filigran mit Konsolfiguren verziert, darunter ein Engel mit Spruchband, auf dem die Jahreszahl 1517 sichtbar ist. Eine der weiteren Konsolfiguren stellt vermutlich aufgrund ihrer Übereinstimmung mit einer Darstellung in der Dionysiuskirche in Esslingen den im Gesicht halbseitig gelähmten Baumeister Lorenz Lechler aus Heidelberg dar. Die drei Schlusssteine des Gewölbes tragen die farbigen Allianzwappen der adligen Stifter: Hirschhorn-Venningen, Hirschhorn-Bock von Gerstheim und Hirschhorn-Fuchs zu Bimbach.
In der Apsis des Chores befindet sich ein Altar mit gotischen Plastiken aus bemaltem Holz. Die Figuren stellen eine thronende Maria mit Kind (um 1440) sowie St. Jakobus und St. Nazarius mit Celsus (um 1500) dar und befanden sich ursprünglich in der Klosterkirche in Hirschhorn. Eine weitere Figur gleicher Provenienz, den heiligen Sebastian darstellend, wird im katholischen Pfarrhaus verwahrt.
Vor die Wände des Chorbaus sind gut erhaltene mittelalterliche Grabplatten der Ritter von Hirschhorn gestellt. Die schmuckvollsten Grabplatten sind die des Engelhard I. von Hirschhorn und dessen Schwiegertochter Margarete von Erbach, die die Personen jeweils als lebensgroße Reliefplastiken zeigen.
Grabplatten der Familie von Hirschhorn im Chor der Ersheimer Kapelle
- Engelhard I. von Hirschhorn, † 1361
- Margarete von Erbach (Ehefrau Engelhards II. von Hirschhorn), † 1383
- Konrad von Hirschhorn, † 1358 (als Kind verstorbener Sohn Engelhards II.)
- Albrecht von Hirschhorn, † 1400 (Sohn Engelhards II.)
- Hans von Hirschhorn, † 1405 (Sohn Albrechts)
- Demut Kämmerer von Worms (Ehefrau des Stadtgründers Eberhard von Hirschhorn) † 1425
- Eberhard III. von Hirschhorn, † 1427 (Sohn Eberhards und Demuts)

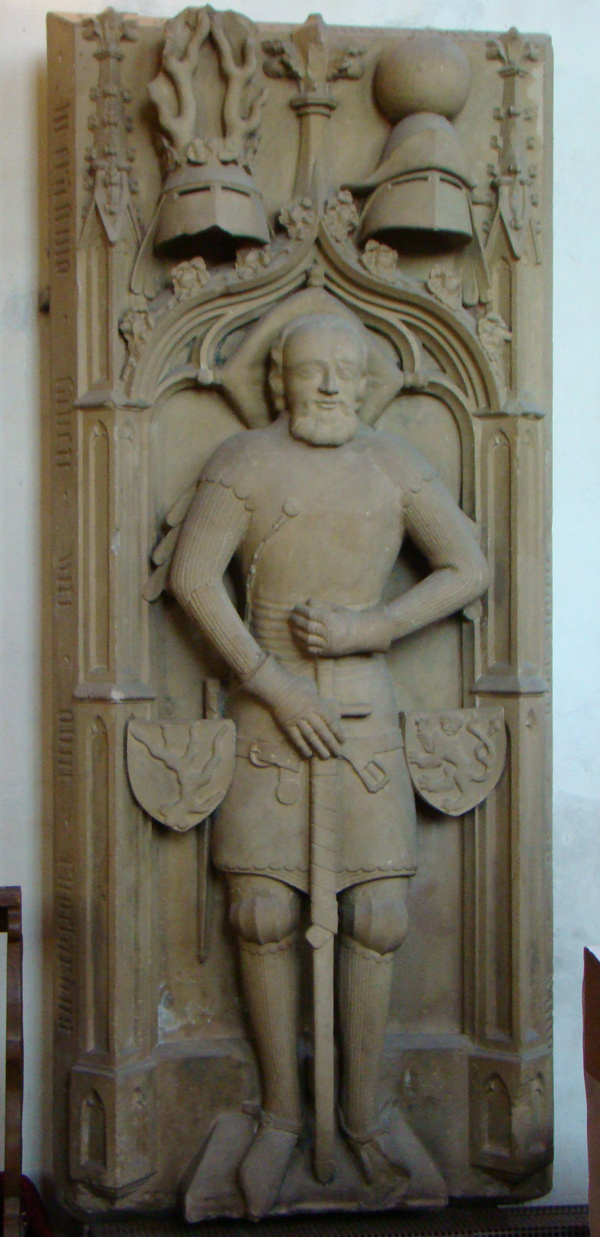
Engelhard I. von Hirschhorn
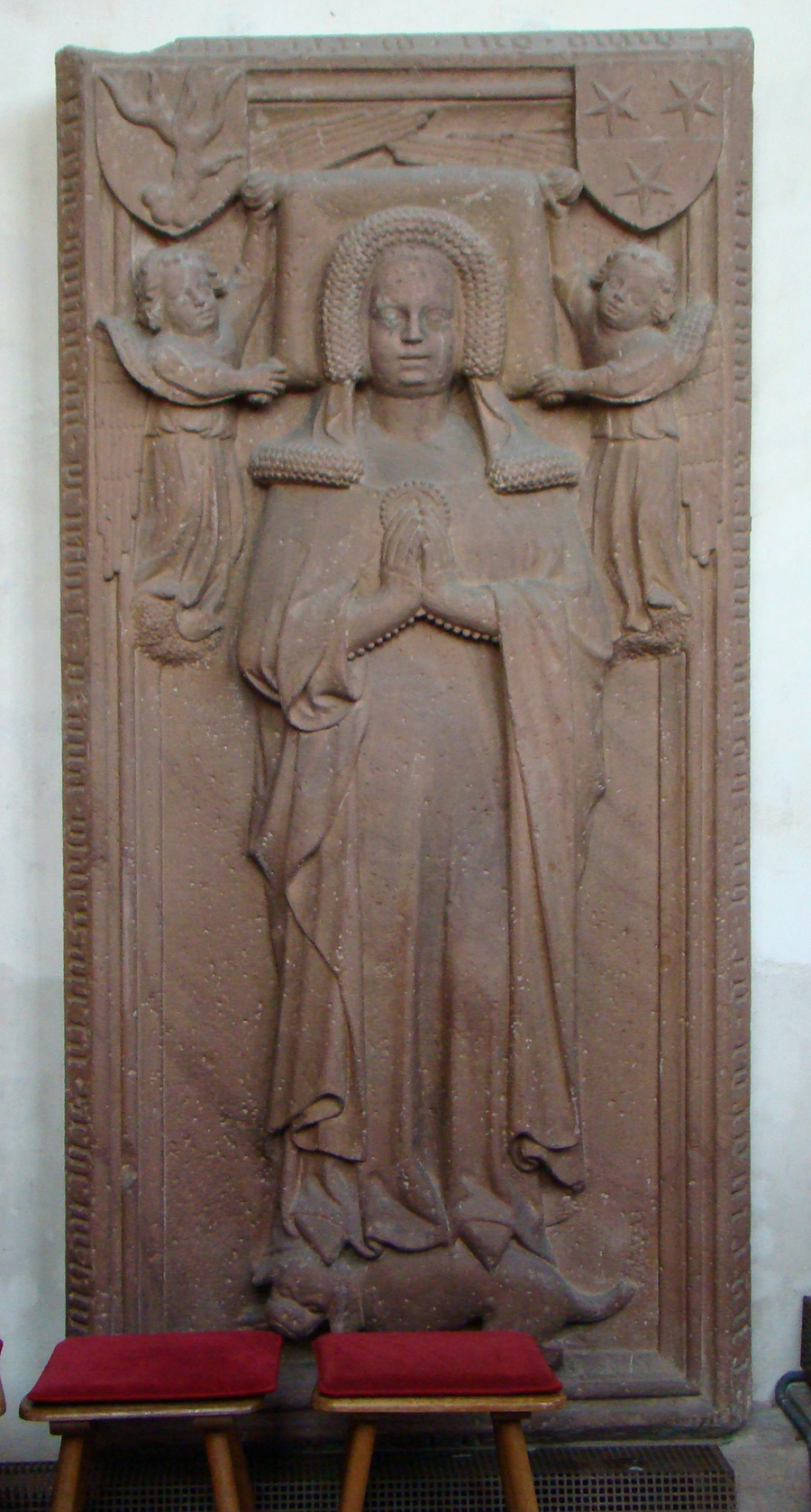
Margarete von Erbach
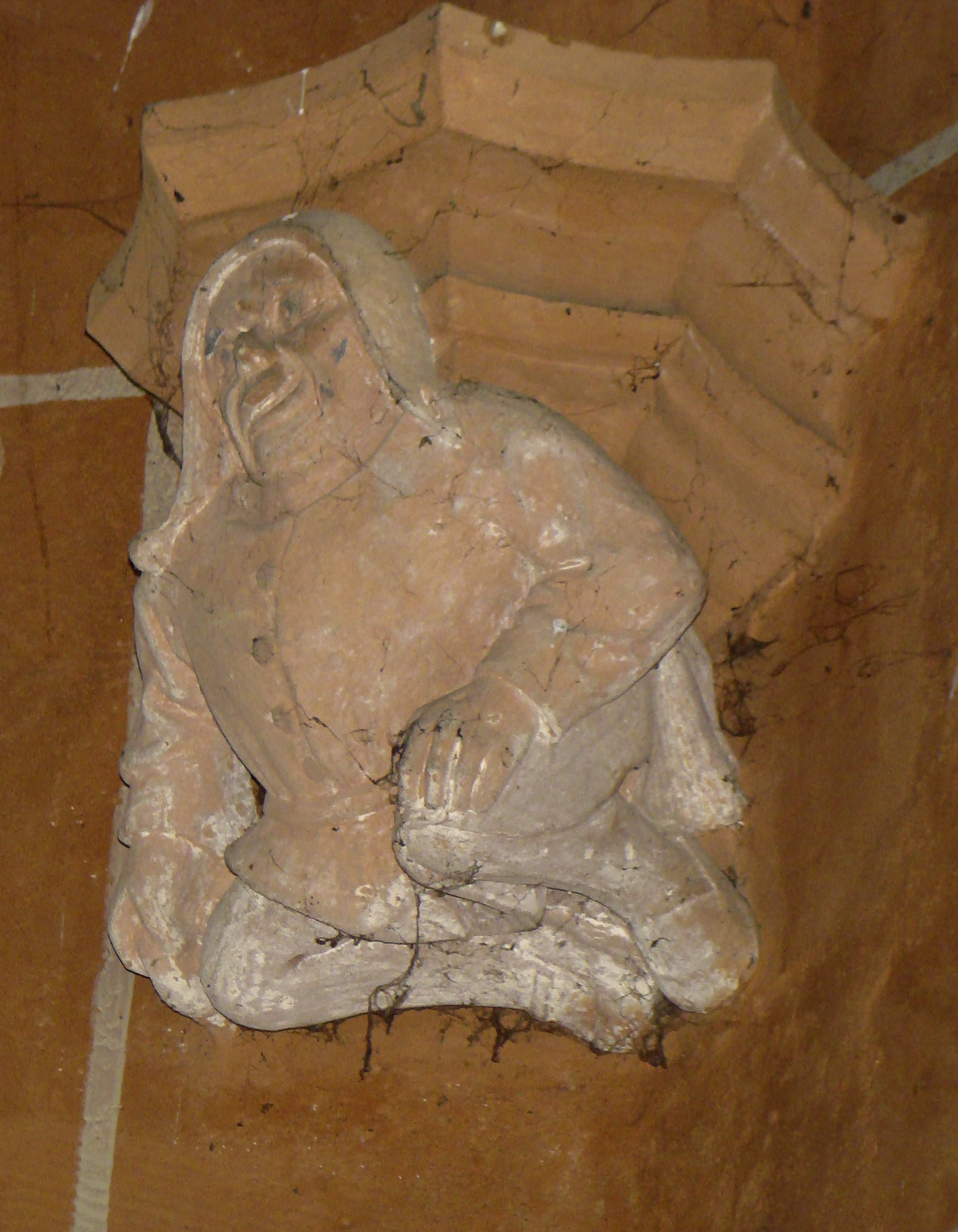
Lechler-Konsole

### Vorchor

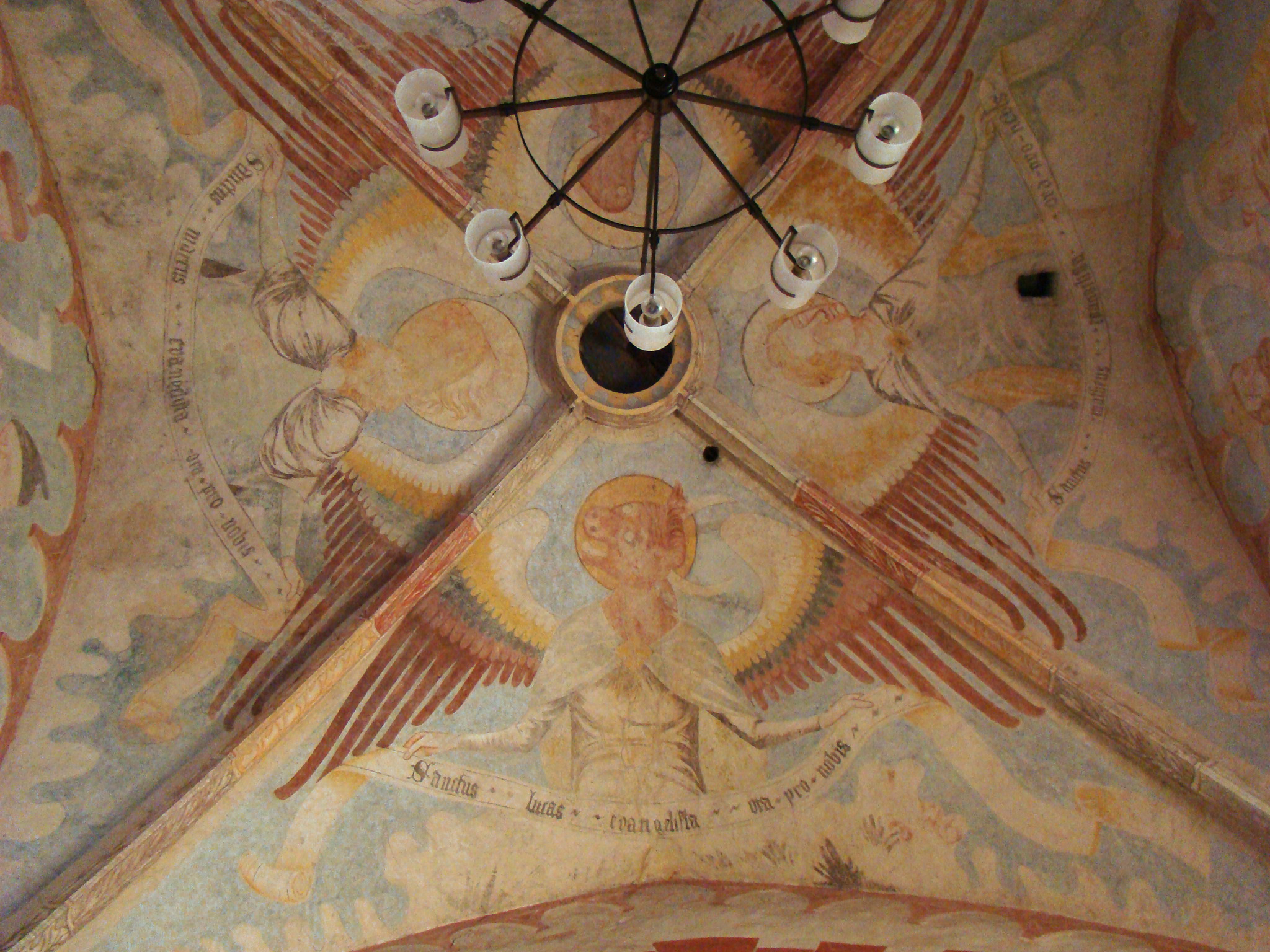
Deckengewölbe des Vorchors

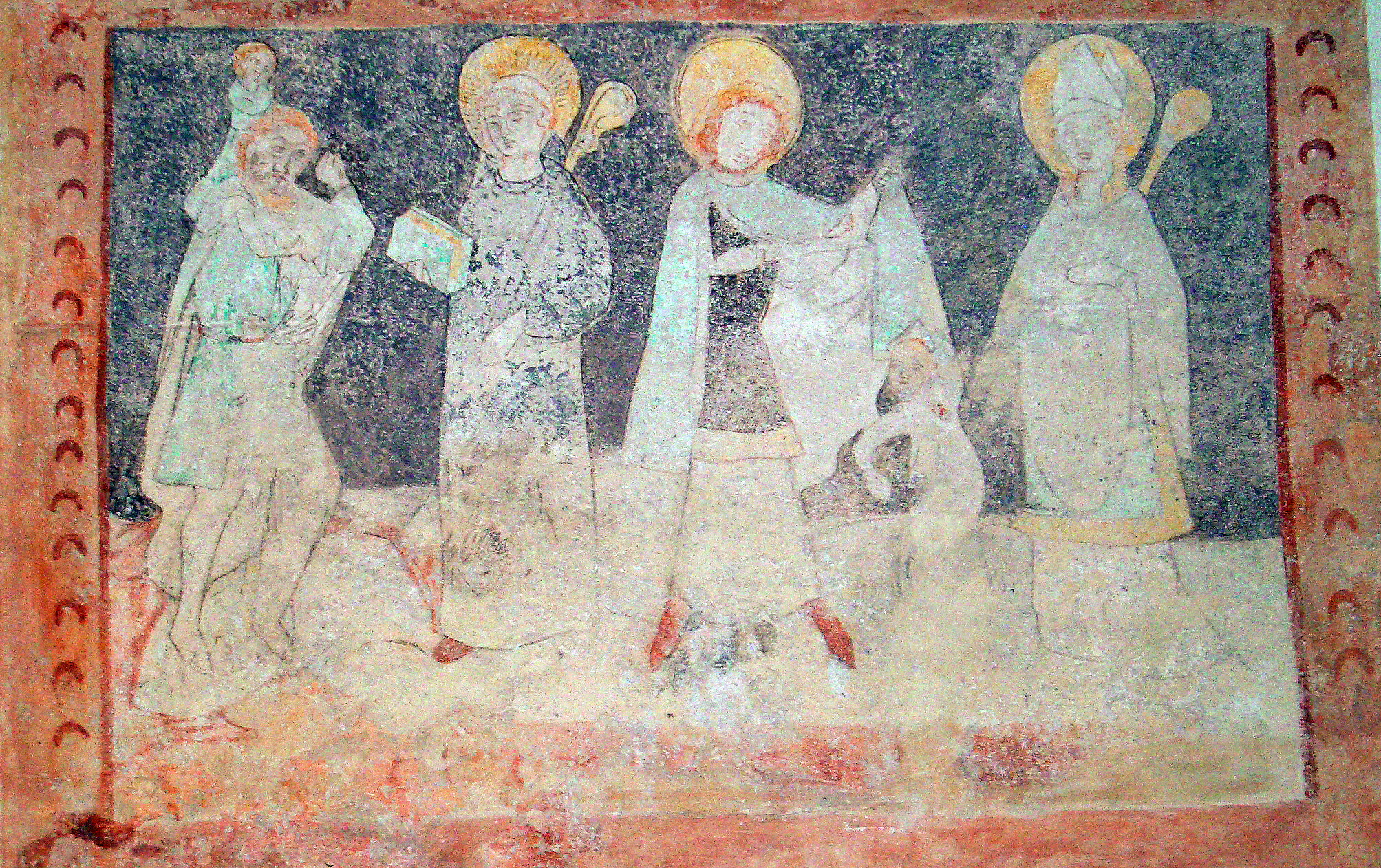
Mittelalterliches Fresko im Langhaus

Der Vorchor bzw. das Mittelschiff ist zur Gänze (Wände und Gewölbe) mit Fresken bedeckt, die erst bei Restaurierungsarbeiten in den Jahren 1963 bis 1965 zu Tage traten und die der Bauzeit des Vorchores (um 1350) zugeordnet werden. Das Deckengewölbe ist mit Evangelistensymbolen bemalt, die Schildbogenfelder mit Propheten und König David, die Wände mit Aposteldarstellungen. In die Nordwand eingelassen ist das reich verzierte Stuck-Epitaph des Hirschhorn-Zwingenbergschen Kellers Philipp Heimreich († 1622), der ein Heimchen als Wappentier seines redenden Wappens gewählt hat.

### Langhaus
Das Langhaus ist insgesamt sehr schlicht gehalten. An der Giebelseite sind noch die Kragsteine zu erkennen, die einst den Sockel des Glockenturms bildeten, der Türsturz des einstigen Turmzugangs ist auf 1464 datiert. Links neben dem Portal befindet sich im Inneren ein Konsolstein mit einem Gesicht, vermutlich ein weiteres Baumeisterporträt aus dem 14. oder 15. Jahrhundert. Auffällig im Langhaus sind zwei kleinere Wandfresken mit der Darstellung von Heiligen. Über dem Eingangsportal befindet sich auf einer Empore die moderne Orgel.

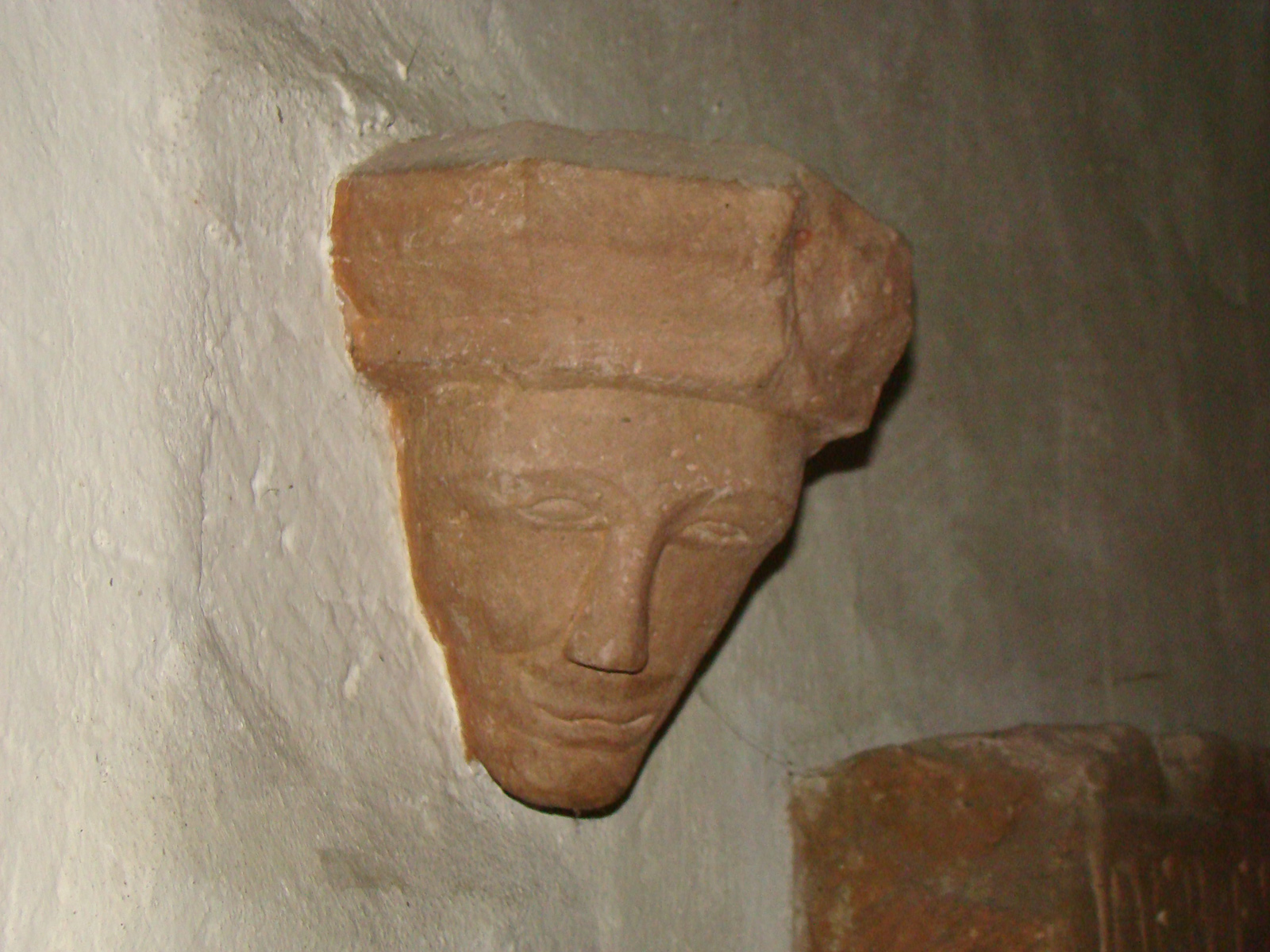
Baumeister-Konsole
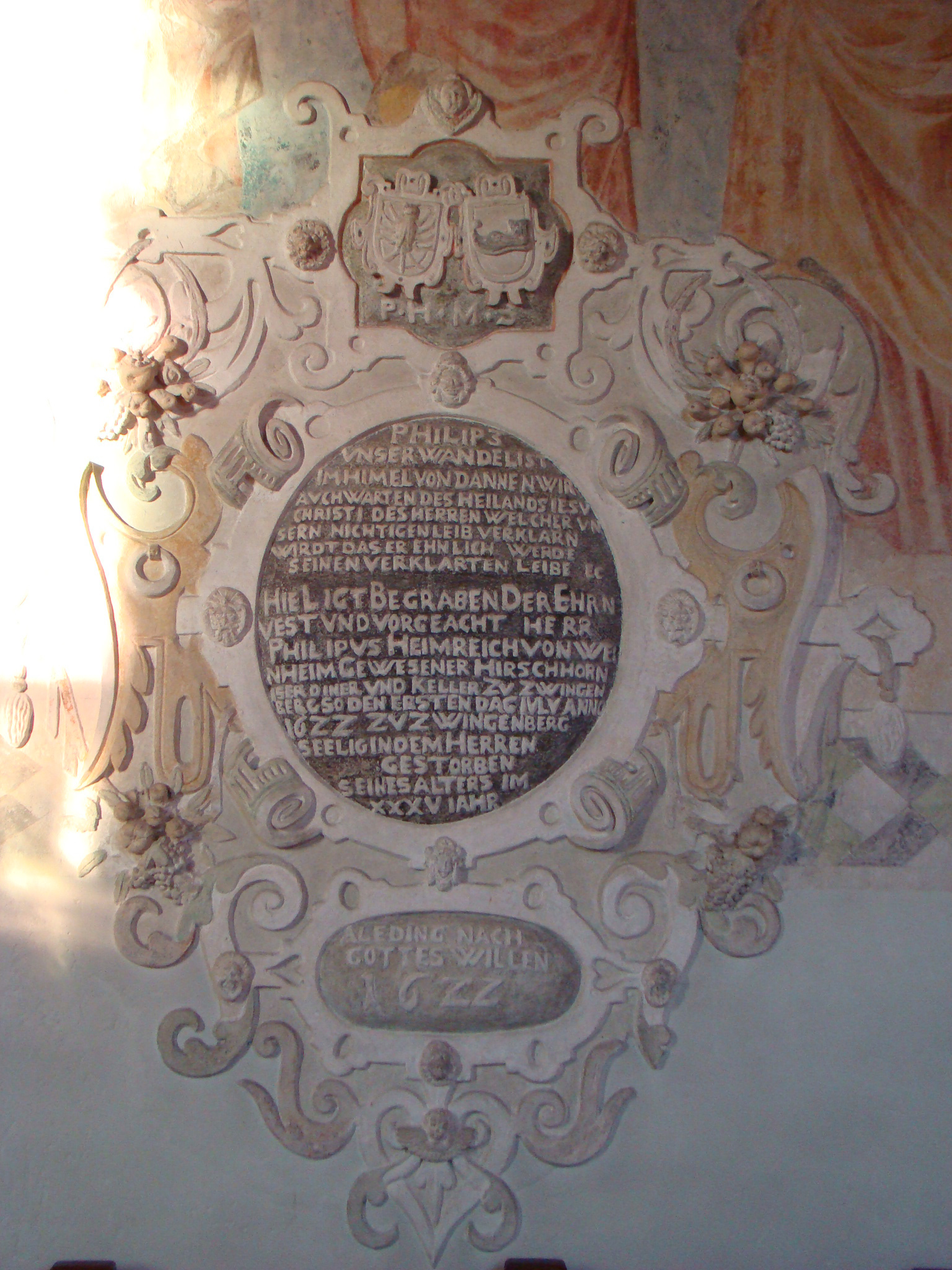
Heimreich-Epitaph
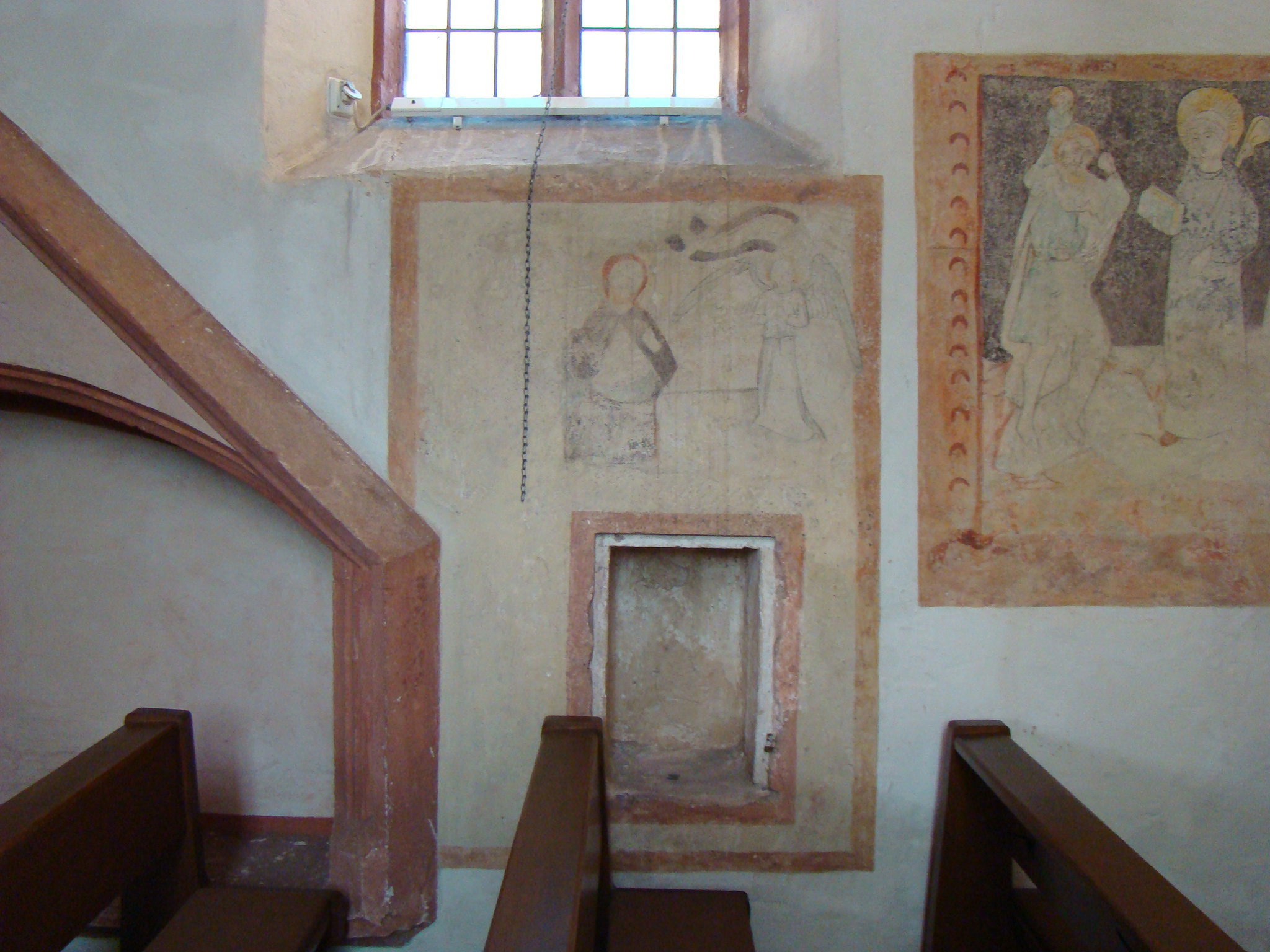
Fresken

### Außenbereich

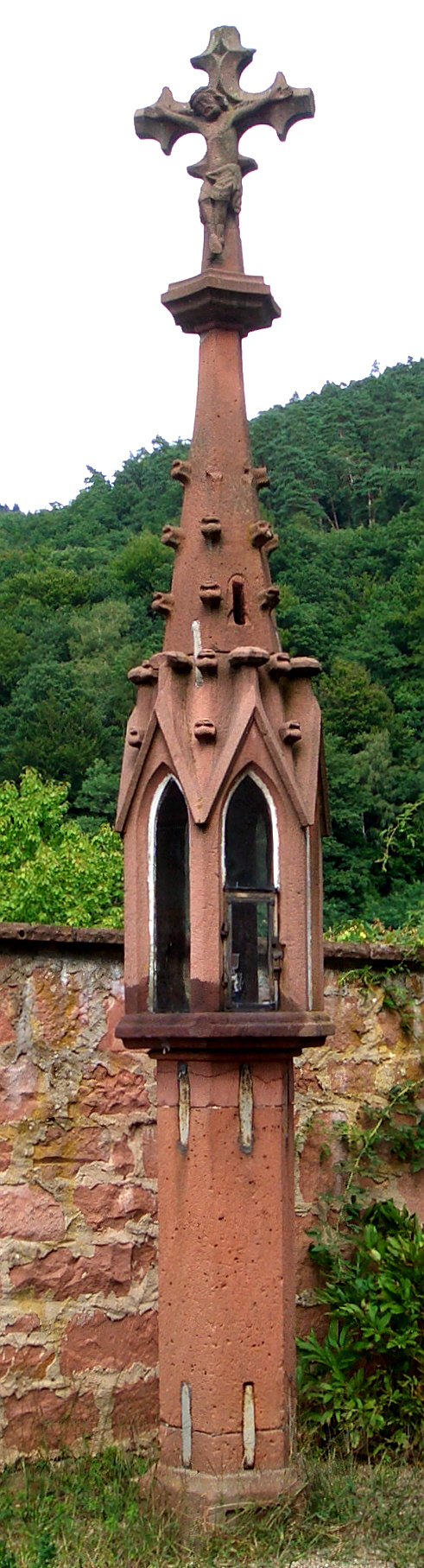
Totenleuchte

Der gesamte Außenbereich der Kapelle ist ein bis in die heutige Zeit genutzter, ummauerter Friedhof. Etwas abgerückt von der Kirche, unmittelbar an der Friedhofsmauer, steht der sogenannte Elendstein, eine Totenleuchte, die 1412 von dem Mainzer bzw. Speyerer Domherrn Konrad von Hirschhorn gestiftet worden war.
An der nördlichen Außenseite der Ersheimer Kapelle steht unter einer von außen zur Orgelempore führenden Treppe eine bemalte Ölbergszene aus Sandstein. Das Werk aus der Zeit um 1520 befand sich ursprünglich unterhalb der Klosterkirche in Hirschhorn und wurde 1669 zur Ersheimer Kapelle gebracht.
Östlich davon hat man weitere mittelalterliche Grabsteine vor die Außenmauer der Friedhofskirche gesetzt. Es handelt sich überwiegend um Grabsteine von Altaristen oder deren Angehörigen. Der älteste der Grabsteine ist der des Kanonikers Gotzo von Beckingen († 1360), dessen Wappen drei Ringe zeigt. Außerdem sind u. a. die Grabsteine von Friedrich Seitz († 1544) und Petrus Karg († 1544), den letzten beiden katholischen Altaristen, erhalten.
Neben diesen historischen Grabsteinen wurden auch die Reste von Bildstöcken aus dem 16. Jahrhundert aufgestellt, die sich einst entlang des Wegs von der Fähre zur Kirche befanden.

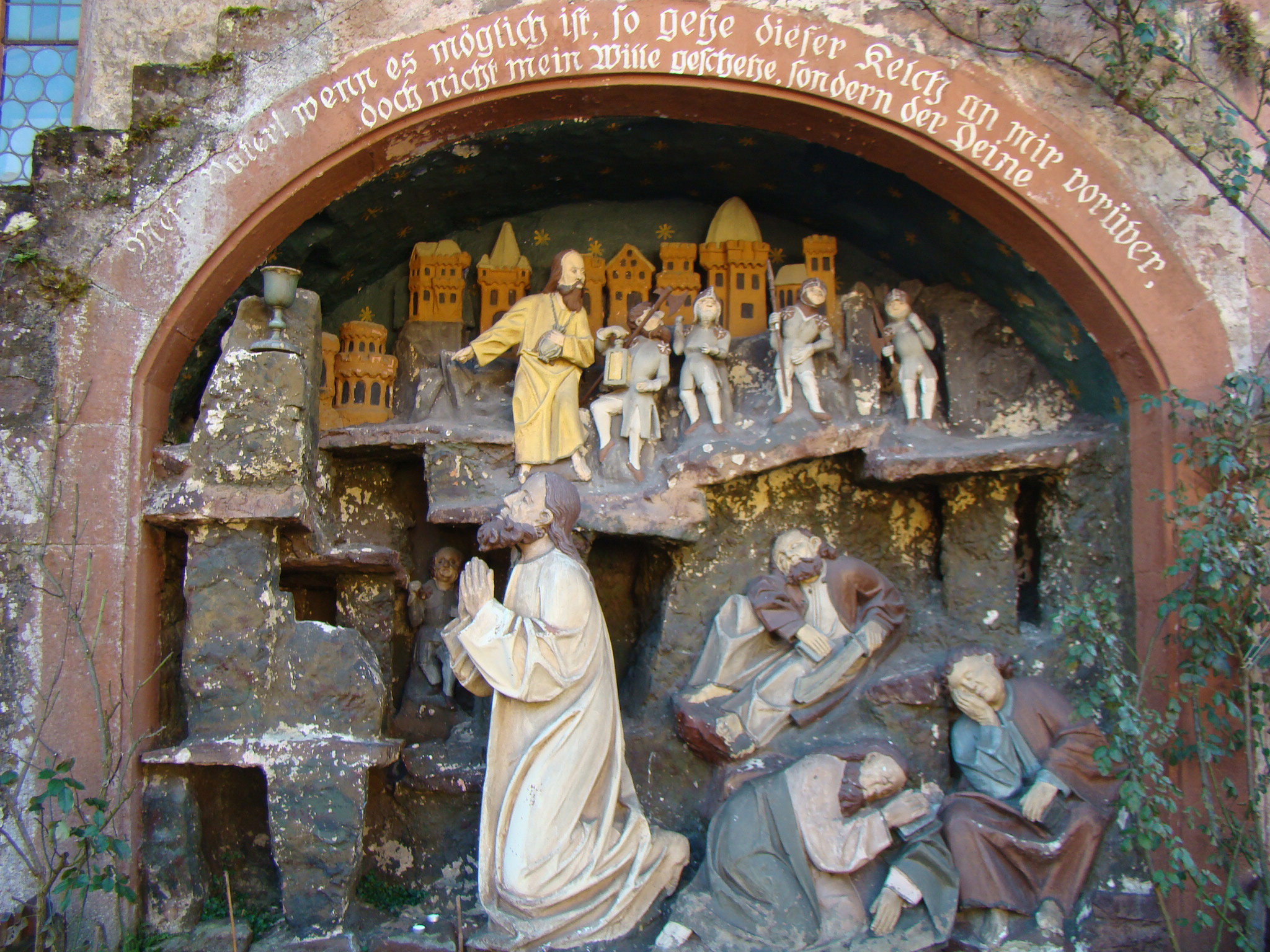
Ölberg
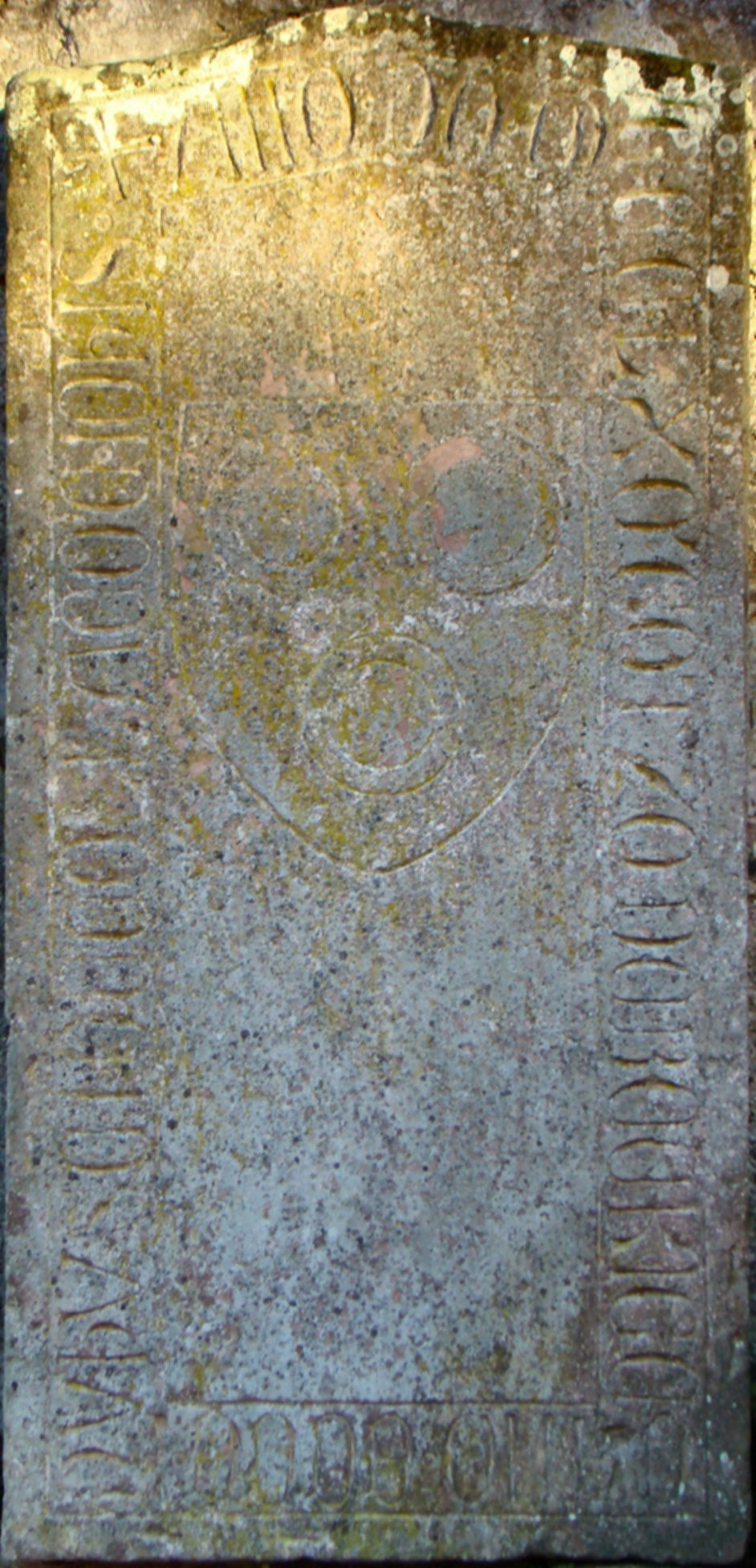
Grabstein des Gotzo von Beckingen
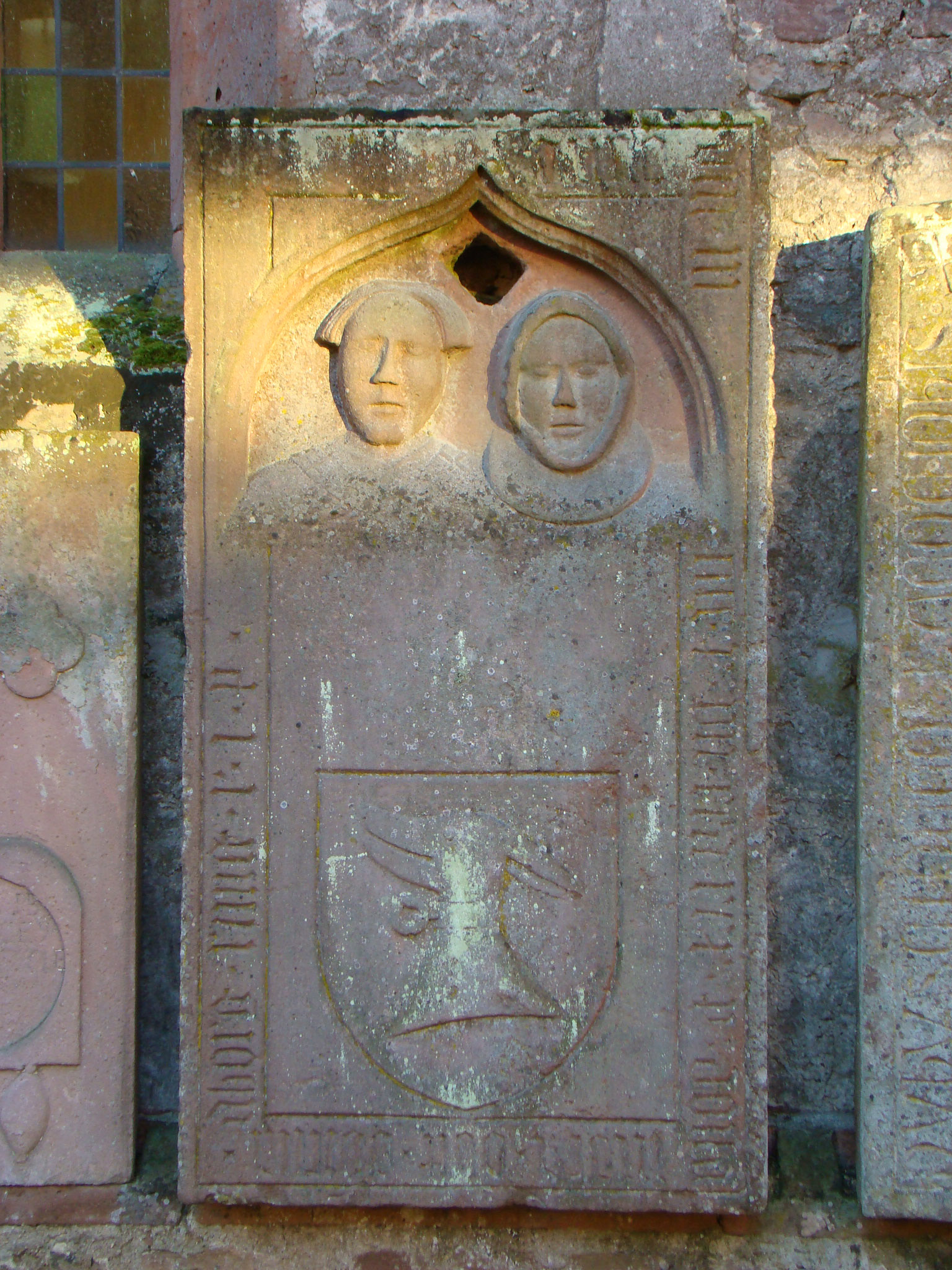
Grabstein des Altaristen Heylman Runst und seiner Schwester Aborg

### Fledermauskolonie im Dachstuhl
Der Dachstuhl der Kapelle beherbergt die größte Fortpflanzungskolonie Hessens der Fledermausart Großes Mausohr. Ungefähr 1000 Weibchen ziehen hier im Sommer ihre Jungtiere auf.